# 姑娘樓
姑娘樓，是位於臺灣新北市淡水區的一座建築，為一座兩層樓高的殖民時期紅磚建築，於1906年完工，過去曾一度做為女教師宿舍，現作為真理大學校長室使用。

## 沿革
姑娘樓與牧師樓同為教師吳威廉（Rev. William Gauld）設計， 該建築本身作為提供教會女宣教師來臺服務的宿舍而興建。吳威廉牧師擇地於馬偕故居西鄰，原寶順洋行之地，親自設計督工，聘當時著名的洋樓匠師黃阿樹施工。
姑娘樓最初在1906年完工，作為當時淡水女學校校長金仁里（Miss Jane Kinney）、高哈拿兩位女宣教師的宿舍。而曾經生活於姑娘樓的人士還包括黎瑪美、安義理、杜道理和德明利等人。因此該建築「姑娘（Miss）」之意，即是指奉獻來臺的女宣教士所居住的宅第。
第二次世界大戰期間，姑娘樓一度成為淡水中學男生宿舍，並改名為「朱雀寮」。戰後，該建築持續由杜道理、德明利、李仁美、高瑪烈居住。1965年，因真理大學創校所需，在最後一位女宣教師徳明利搬往淡江中學後，姑娘樓便成為真理大學校長室使用至今。

## 建築設計

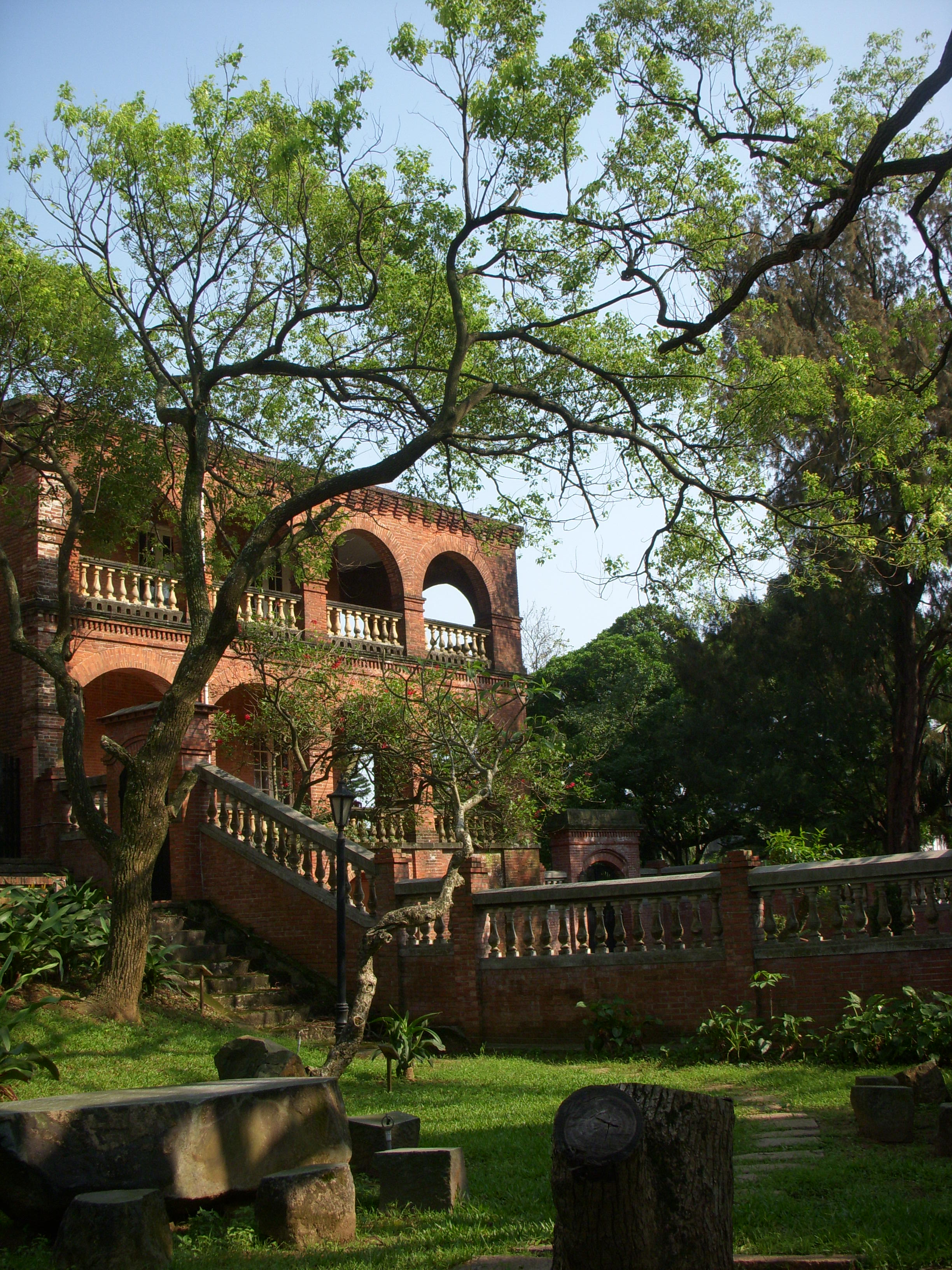
姑娘樓外觀

姑娘樓為造形優美的二樓紅磚迴廊洋樓，採典型英國殖民地建築樣式，為兩層式紅磚洋樓。其屋頂西邊的氣窗上設有白灰所塑「1906」的浮字，所用的磚材和福杉據稱來自廈門。其建築外觀與牧師樓相當類似，唯有欄杆使用綠色釉瓶作為差異。與旁鄰前英國領事官邸格局類似。

## 外部連結
- 姑娘樓 - 真理大學 （页面存档备份，存于）
- 姑娘樓 - 淡水維基館 （页面存档备份，存于）